# Gare d'Ibaraki-shi
La gare d'Ibaraki-shi (茨木市駅, Ibaraki-shi-eki) est une gare ferroviaire située à Ibaraki, dans la préfecture d'Osaka au Japon. Elle est exploitée par la compagnie Hankyu.

## Situation ferroviaire
La gare d'Ibaraki-shi est située au point kilométrique (PK) 14,8 de la ligne Kyoto.

## Histoire
La gare est inaugurée le 16 janvier 1928.

## Service des voyageurs

### Accueil
La gare dispose d'un bâtiment voyageurs, avec guichet, ouvert tous les jours.

### Desserte
- Ligne Kyoto :
  - voies 1 et 2 : direction Kyoto-Kawaramachi et Arashiyama
  - voies 3 et 4 : direction Osaka-Umeda

## Dans les environs
- Gare d'Ibaraki (JR)
- Ibaraki-jinja
- Vestiges du château d'Ibaraki